# Desperado (schaken)
In het schaakspel is een desperado een schaakstuk dat niet meer te redden is en daarom alle kansen aangrijpt om zo veel mogelijk schade aan te richten in de vijandelijke stelling.
Soms wordt de desperado aangewend om pat te forceren. Een desperado is dus een stuk dat weliswaar verloren gaat, maar zijn huid zo duur mogelijk verkoopt.